# Christiane Bjørg Nielsen
Christiane Bjørg Nielsen (født 27. februar 1966) er en dansk skuespiller og sanger/sangskriver uddannet på Statens Teaterskole i 1991.
Hun er mest kendt for at have medvirket i tre af de fire Pyrus-julekalendere (Alletiders Nisse, Alletiders Julemand og Pyrus i Alletiders Eventyr) som den artige nissepige, Kandis. Hun var desuden med i filmen Pyrus på pletten, som er bygget over julekalenderne.
Forinden havde hun i 1993 medvirket i musikvideoen til "All That She Wants" af Ace of Base.

## Filmografi

### Film
- Sort høst (1993)
- Constance (1998)
- Pyrus på pletten (2000)
- Klatretøsen (2002)
- Tvilling (2003)
- Kongekabale (2004)

### Tv
- Alletiders Nisse (1995, 2006)
- Alletiders Julemand (1997, 2007, 2014)
- Pyrus i Alletiders Eventyr (2000)
- Kristian (tv-serie) (TV2 Zulu – 2011 – Sæson 2 – Afsnit 2) – Terapeut

## Udgivelser af egne kompositioner
- Debut-cd Ta' mig væk (Gateway Records 2007), producer Henrik Balling.
- Julesangen "Who's That Hunk In the Santa Suit?" / "Hvem er du mon Julemand?"(Divine Records 2010), producer Mads Bjørk B. Krog
- Album. Christiane Björg: "Poetry And Fiction Give People Ideas" (Paddington Records / Gateway Music 2012) Produceret af Christiane Björg og Mads B. B. Krog.